# Katmandu
Katmandu, o anche Kathmandu (pron. /katmanˈdu/; in nepalese काठमाडौं, Kāṭhamāḍauṃ; anticamente Kantipur, कान्तिपुर, Kāntipura; Yen in lingua nevari, यें, Yeṃ), in passato adattata in italiano come Catmandù, è la capitale del Nepal, il maggiore Stato himalayano dell'Asia. È la maggiore metropoli dello stato, con una popolazione di 1,4 milioni nella città, che raggiunge i 5 milioni nell'agglomerato urbano della valle di Katmandu, che comprende le città di Patan, Kirtipur, Madhyapur Thimi e Bhaktapur. Katmandu è inoltre la maggiore metropoli della regione collinare dell'Himalaya.
La città si trova ad un'altezza di circa 1.400 metri sul livello del mare, nella conca della valle di Kathmandu, nel Nepal centrale. La valle è storicamente chiamata il "Nepal proprio" ed è il luogo di origine del popolo Newa, una civiltà urbana cosmopolita della regione collinare himalayana. La città fu capitale reale del Regno del Nepal e ospita palazzi, residenze e giardini dell'aristocrazia nepalese. È sede dell'Associazione sud-asiatica per la cooperazione regionale (SAARC) dal 1985 e oggi è la sede del governo della repubblica nepalese istituita nel 2008. 
Katmandu è sempre stata al centro della storia, arte, cultura ed economia del Nepal. Ha una popolazione multietnica con maggioranza indù e buddista. Le festività religiose e culturali costituiscono una parte consistente della vita delle persone che risiedono a Katmandu, ed il turismo è una parte importante dell'economia della città, che si trova ai piedi dell'Himalaya nepalese. In città vi sono anche diversi casinò. Nel 2013 Katmandu si posizionò terza tra le prime dieci migliori destinazioni al mondo, secondo TripAdvisor, e fu la prima città dell'Asia. Le aree storiche di Katmandu furono devastate dal terremoto di magnitudo locale 7,8 che colpì la nazione il 25 aprile 2015. La lingua nepalese è la principale lingua parlata in città, mentre la lingua inglese è compresa dai residenti che hanno frequentato le scuole.

## Geografia fisica

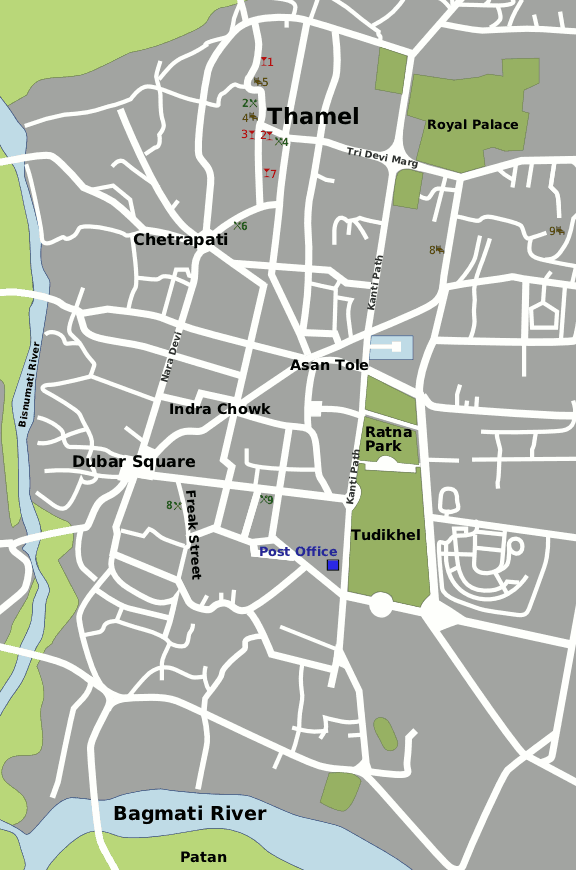
Mappa del centro di Katmandu

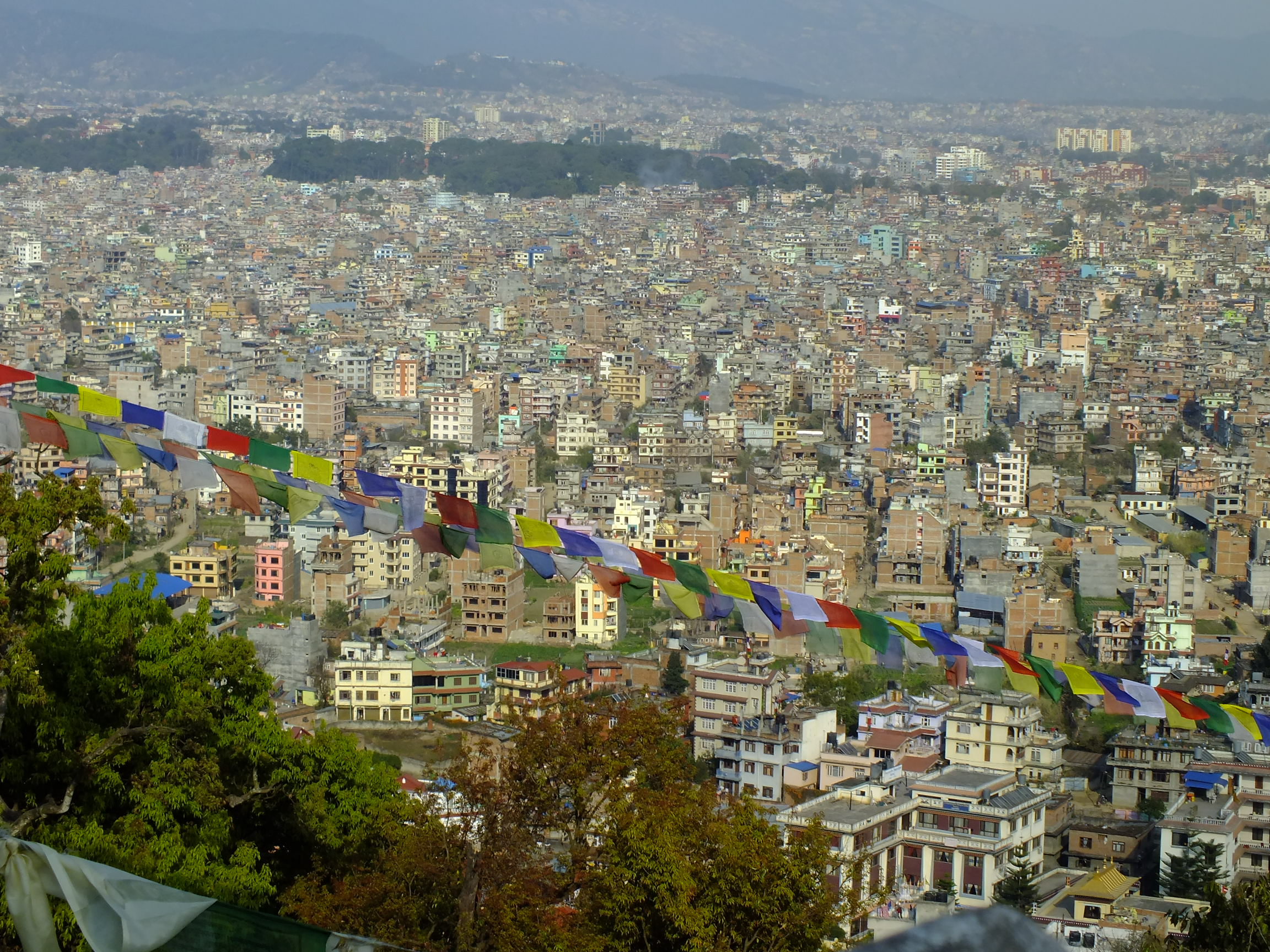
Espansione urbana a Katmandu, marzo 2015

Katmandu si trova nella parte nord-occidentale della valle di Katmandu, a nord del fiume Bagmati, e copre un'area di 50,7 km². L'altezza media è di 1.400 metri sul livello del mare. la città confina con molti altri comuni della Valle: a sud del Bagmati si trova la città sub-metropolitana di Patan, con cui forma un'area urbana circondata da una strada ad anello. A sud-ovest confina con Kirtipur e ad est con il comune di Madhyapur Thimi. A nord l'area urbana si estende in diversi Comitati di Sviluppo dei Villaggi. Tuttavia, l'agglomerato urbano si estende ben oltre le municipalità confinanti, fino a Bhaktapur e copre quasi l'intera Valle di Katmandu.
È la più grande città del Paese, con una popolazione di circa 950.000 abitanti nella sola area urbana propriamente detta (stima 2007). Nell'intera area metropolitana, che comprende anche le conurbate città di Patan, Bhadgaon, Thimi e altre, supera i due milioni di abitanti (stima 2007).
Si trova nell'omonima valle del Nepal centrale, ed è lambita dai fiumi Bagmati e Vishnumati. Quest'ultimo confluisce nel primo insieme a numerosi altri torrenti che drenano la valle. Questi due fiumi ne delimitano sostanzialmente l'area urbana propriamente detta: il secondo la lambisce ad ovest, mentre il primo, fiume sacro agli hindu, la delimita ad est ed a sud, separandola dalla contigua città di Patan. L'area urbana è caratterizzata da una morfologia che presenta numerose gibbosità corrispondenti alle varie colline che separano le vallate dei numerosi corsi d'acqua che defluiscono nel Bagmati prima che questo entri nella celebre Gola di Chobar.
Le coordinate geografiche di Katmandu sono di 27°43' Nord, 85°22' Est.

## Caratteristiche

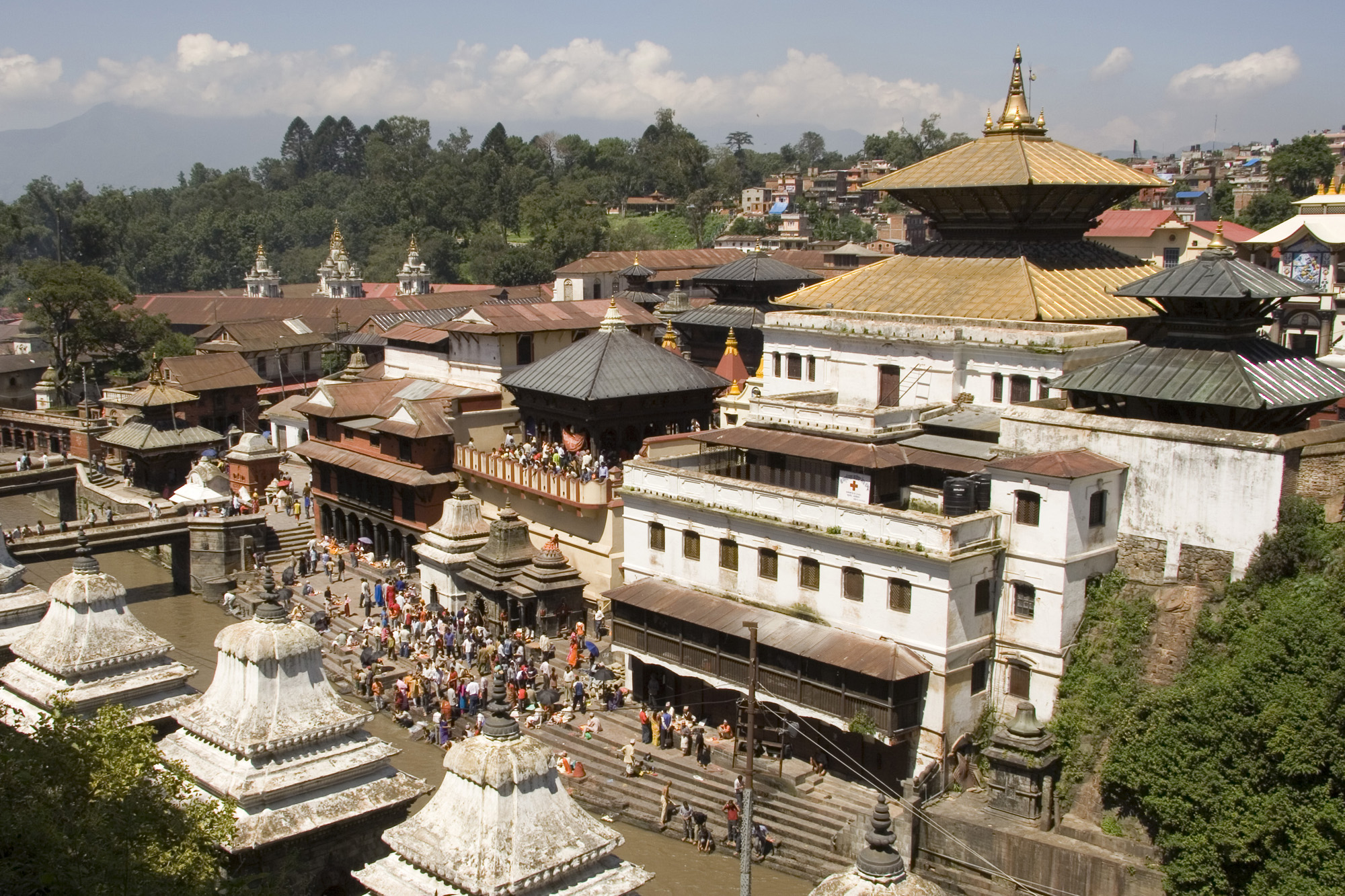
Tempio di Pashupatinath

Il centro urbano della città presenta un nucleo storico risalente perlopiù al XVII secolo (tarda epoca Malla), che si sviluppa nell'intorno della celeberrima Piazza Durbar, ricca di templi induisti. Numerosi altri templi sorgono isolati gli uni dagli altri presso molti incroci stradali (nepalese: chowk), sicché nella città si concentrano, come del resto nell'intera valle, centinaia di templi hindu; fra questi il più noto è quello di Pashupatinath, sulle rive del sacro fiume Bagmati nella cui vasta area si trovano, per lo più allineate sulla riva destra del corso d'acqua, anche numerosi plinti lapidei atti alle pire per la cremazione dei cadaveri. Vi sono anche numerosi luoghi sacri buddhisti come quello celebre di Swayambhunath (noto anche come il Tempio delle Scimmie), posto su una collina ad ovest della città; e quello di Bodhnath nella periferia orientale a cui fa capo una consistente comunità tibetana sfuggita alle persecuzioni cinesi. Non è un caso dunque che in questi luoghi vi sia la maggiore concentrazione di edifici a carattere religioso del pianeta. Molti degli edifici del centro storico sono stati in passato danneggiati dai terremoti, e più recentemente dall'inquinamento.
Nella stessa parte della città si trova anche un'estesa spianata erbosa in parte attrezzata a parco, con zone per attività sportive. Quest'area costituisce un continuum urbano con quella rettangolare del Palazzo Reale e dei suoi parchi, recintata da alte mura e cancellate.
Nell'espansione edilizia, la città ha inglobato caoticamente villaggi e piccoli agglomerati vicini, raggiungendo e superando le rive dei sopracitati fiumi fino a unirsi completamente con Patan, posta a sud del Bagmati ed unita a Katmandu da un grande ponte.
Appena a nord del centro storico e senza soluzione di continuità con esso, a partire dagli anni ottanta del XX secolo si è sviluppato, anche in questo caso abbastanza caoticamente, il quartiere turistico di Thamel, caratterizzato da anguste stradine trafficatissime di veicoli a pedali, a motore e pedoni, nel quale si trovano centinaia di alberghi, guest houses, ristoranti, bazar, negozi per lo più ad uso dei turisti occidentali che affollano questa parte della città sia per visitarne l'immenso patrimonio monumentale, sia per organizzare viaggi nelle altre zone del Nepal a scopo di trekking, rafting sui fiumi od alpinismo.
Il tessuto urbano della città è caratterizzato pertanto da un disordine urbanistico notevole, indice anche di una crescita urbana e demografica tumultuosa: si stima che la popolazione dell'area metropolitana stia crescendo al ritmo di oltre 150.000 persone all'anno. Basti osservare ad esempio che a Katmandu le strade, tranne poche eccezioni riguardo alle arterie principali, non hanno una denominazione, motivo per cui non esistono indirizzi ma ci si orienta, ad esempio, col riferimento dei chowk principali: Indra Chowk, Asan Tole, Thaiti Tole, Chhetrapati e tanti altri sono il riferimento urbano per la miriade di esercizi commerciali, abitazioni, alberghi e ristoranti che si trovano nel loro intorno, nel raggio di 100 o 200 m a seconda dei casi.
Nella zona orientale della città, oltre il corso del Bagmati, sorge l'aeroporto di Tribhuvan che, seppure sia l'unico del Nepal a carattere internazionale (collegamenti diretti con l'India, col Medio ed Estremo Oriente, ma anche con qualche città dell'Europa), si caratterizza per un modesto traffico passeggeri: meno di 500.000 passeggeri/anno.
Il centro storico è stato inserito dall'UNESCO nella lista dei Patrimoni dell'umanità.
A partire dagli anni sessanta, Katmandu è divenuta una meta molto popolare per turisti occidentali, e si è trasformata in una sosta obbligata per i seguaci della cultura hippy.

## Storia

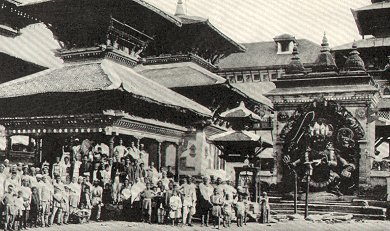
La piazza principale di Katmandu nel 1920. Una scultura dedicata a Bhairava è visibile sulla destra

Katmandu fu fondata dal re Guna Kamadeva nel 723 d.C., e divenne la capitale del Nepal unito nel 1768, dopo essere stata presa dal re Prithvi Narayan Shah.
Secondo un'antica leggenda buddhista, l'area in cui si trova in passato era occupata da un lago, ma Mañjuśrī, Buddha della Consapevolezza, tagliò con la sua spada una collina creando la gola di Chobar, permettendo così alle acque di defluire e rendendo abitabile la regione. Per questo motivo la bandiera della città rappresenta la spada di Mañjuśrī.
Il 25 aprile 2015 un forte terremoto di magnitudo 7,9 colpisce tutto il Nepal provocando circa 8 000 vittime. L'epicentro è stato localizzato a circa 80 km a nord-ovest da Katmandu.

## Cultura
In città si trova il Museo nazionale del Nepal che contiene numerosi manufatti artistici rari e preziosi.

## Infrastrutture e trasporti

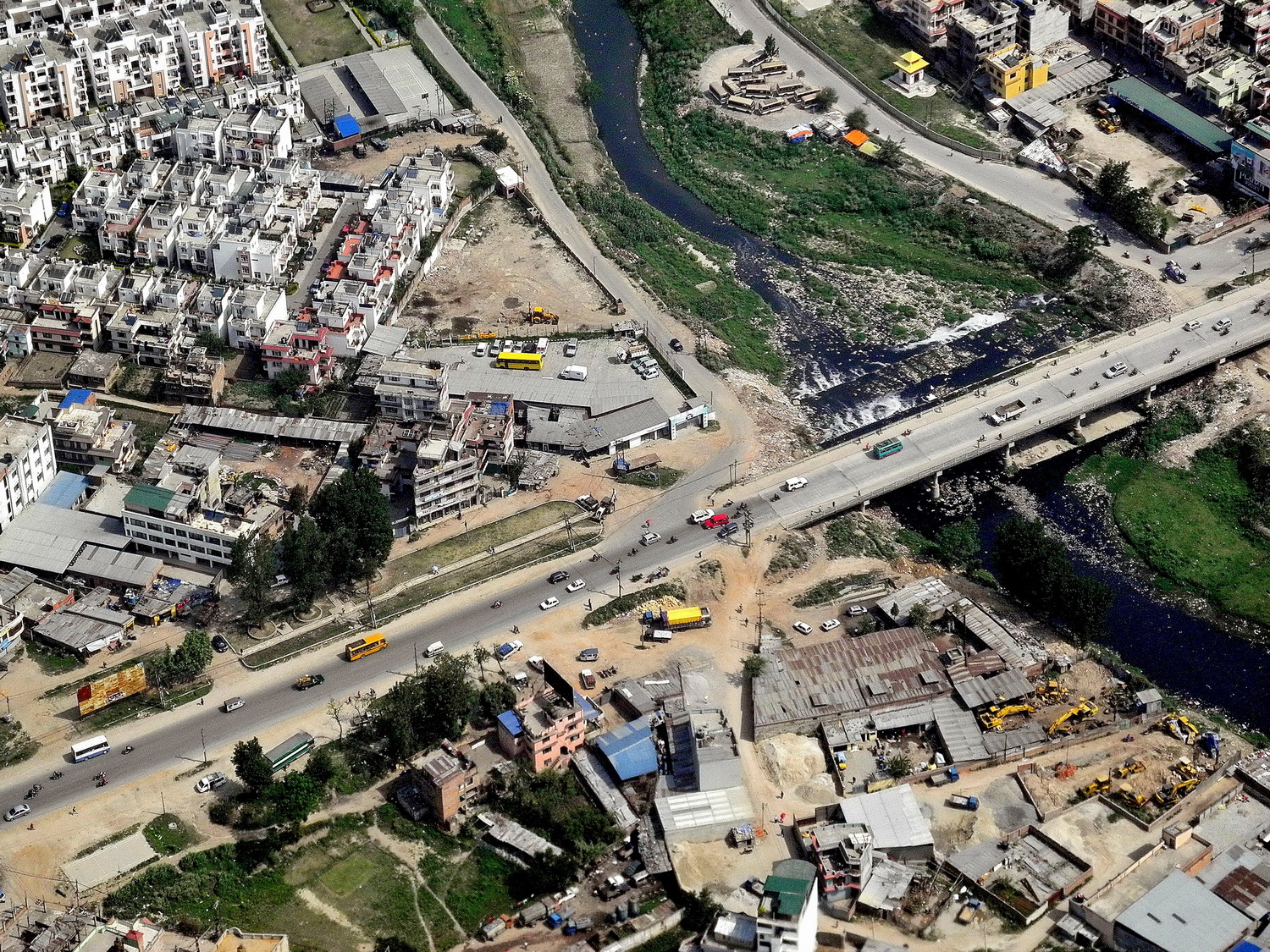
Veduta aerea di una strada di Katmandu

L'estensione totale delle strade in Nepal ammonta a 17.182 km (dato del 2003-2004); queste dimensioni, sufficientemente elevate per il Paese, hanno aiutato lo sviluppo economico della nazione, in particolare nel campo dell'agricoltura, orticoltura, nell'industria e nel turismo. Dato il terreno collinare, i trasporti nell'area di Katmandu avvengono principalmente via strada o via aerea; la città è collegata tramite l'Autostrada Tribhuvan a sud, tramite l'Autostrada Prithvi ad ovest e con l'Autostrada Araniko verso nord. L'Autostrada B.P. Koirala collega Katmandu con le parti orientali del Nepal, ed è in via di costruzione.
Il principale aeroporto internazionale che serve Katmandu e pertanto tutto il Nepal è l'Aeroporto Internazionale Tribhuvan, situato a circa 6 km dal centro cittadino. Operato dall'Autorità dell'Aviazione Civile del Nepal l'aeroporto conta due terminal, uno per i voli domestici e uno per quelli internazionali. Attualmente 22 compagnie aeree collegano il Nepal con altre destinazioni in Europa, Asia e con il Medio Oriente, con città come Istanbul, Delhi, Mumbai, Bangalore, Calcutta, Singapore, Bangkok, Kuala Lumpur, Dacca, Islamabad, Paro, Lhasa, Chengdu e Canton. Una recente espansione del terminal internazionale ha reso più agevole l'accesso agli aerei e dall'ottobre 2009 divenne possibile volare direttamente a Katmandu da Amsterdam con TUIfly Nederland. Dal 2013 la Turkish Airlines collega Istanbul a Katmandu. A livello regionale, operano diverse compagnie, tra cui Agni Air, Buddha Air, Cosmic Air, Nepal Airlines e Yeti Airlines, e offrono destinazioni in tutto il Nepal.

## Amministrazione

### Gemellaggi
- Eugene
- Matsumoto
- Xi'an
- Yangon
- Minsk
- Pyongyang

## Galleria d'immagini

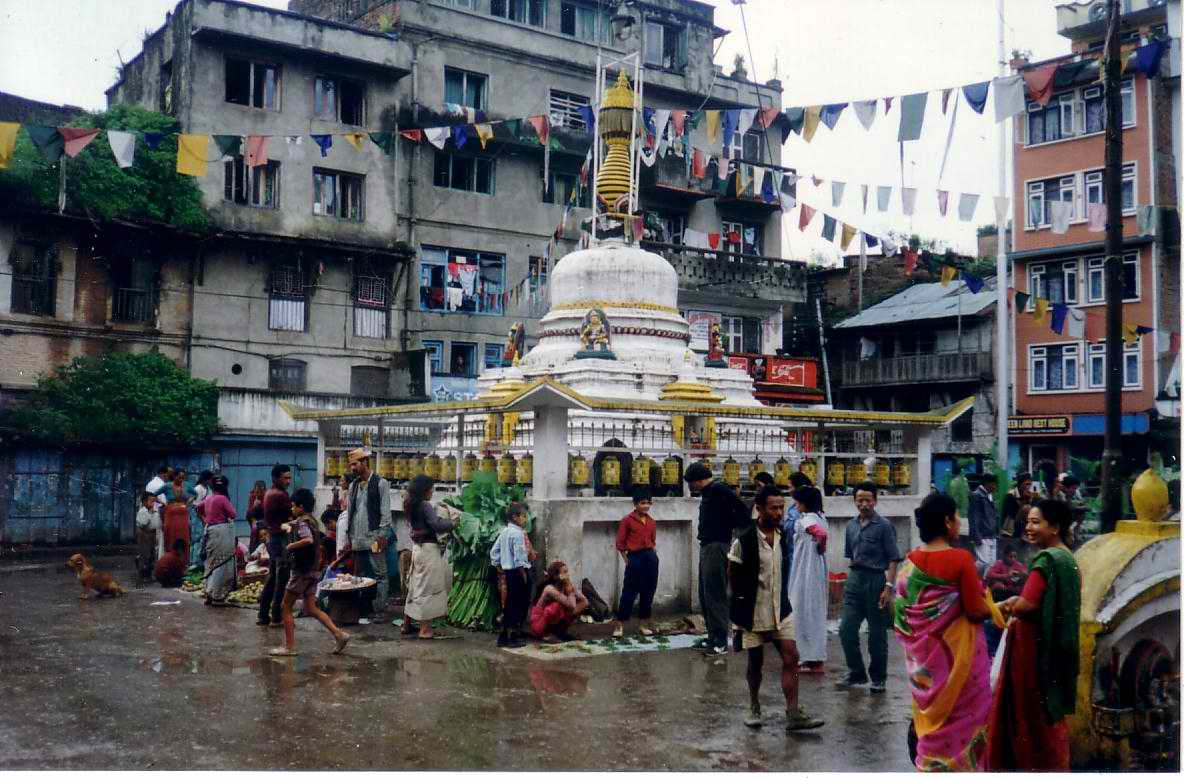
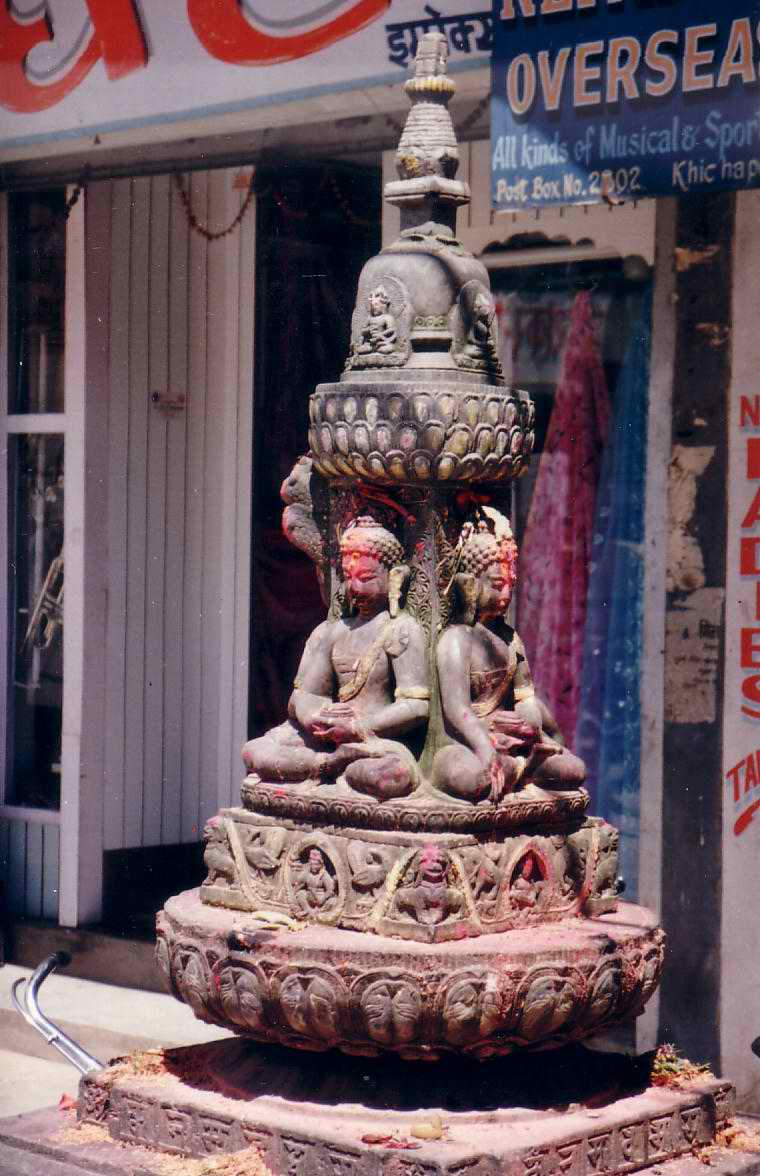
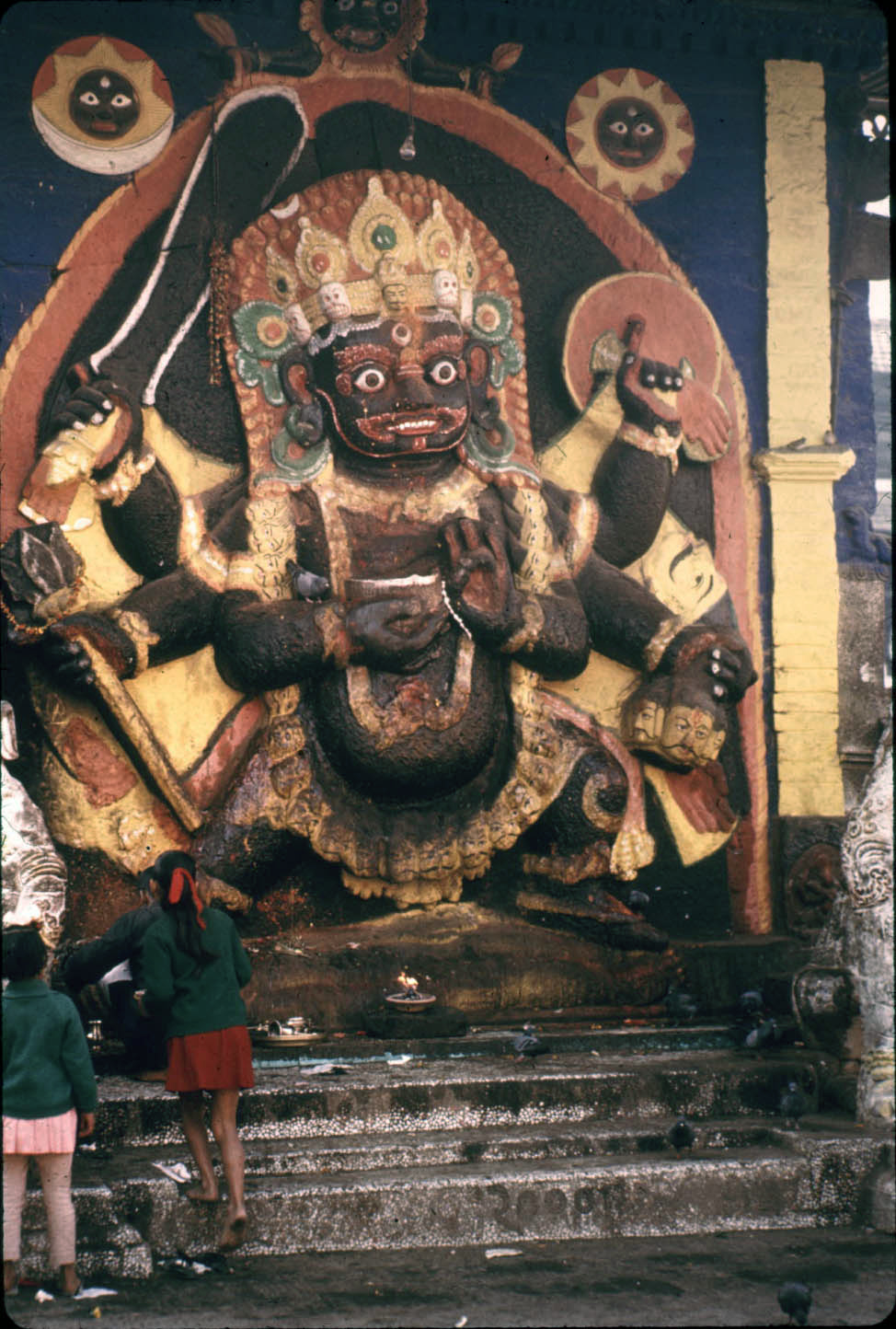
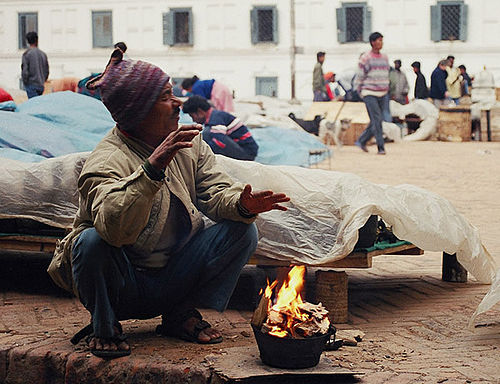
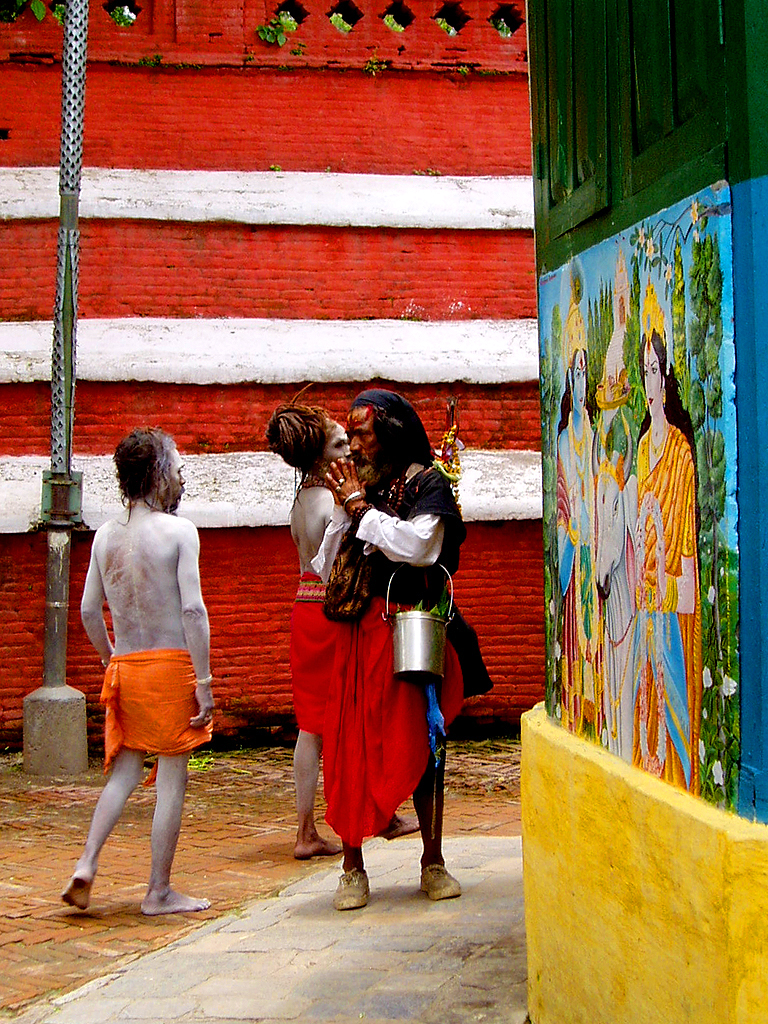
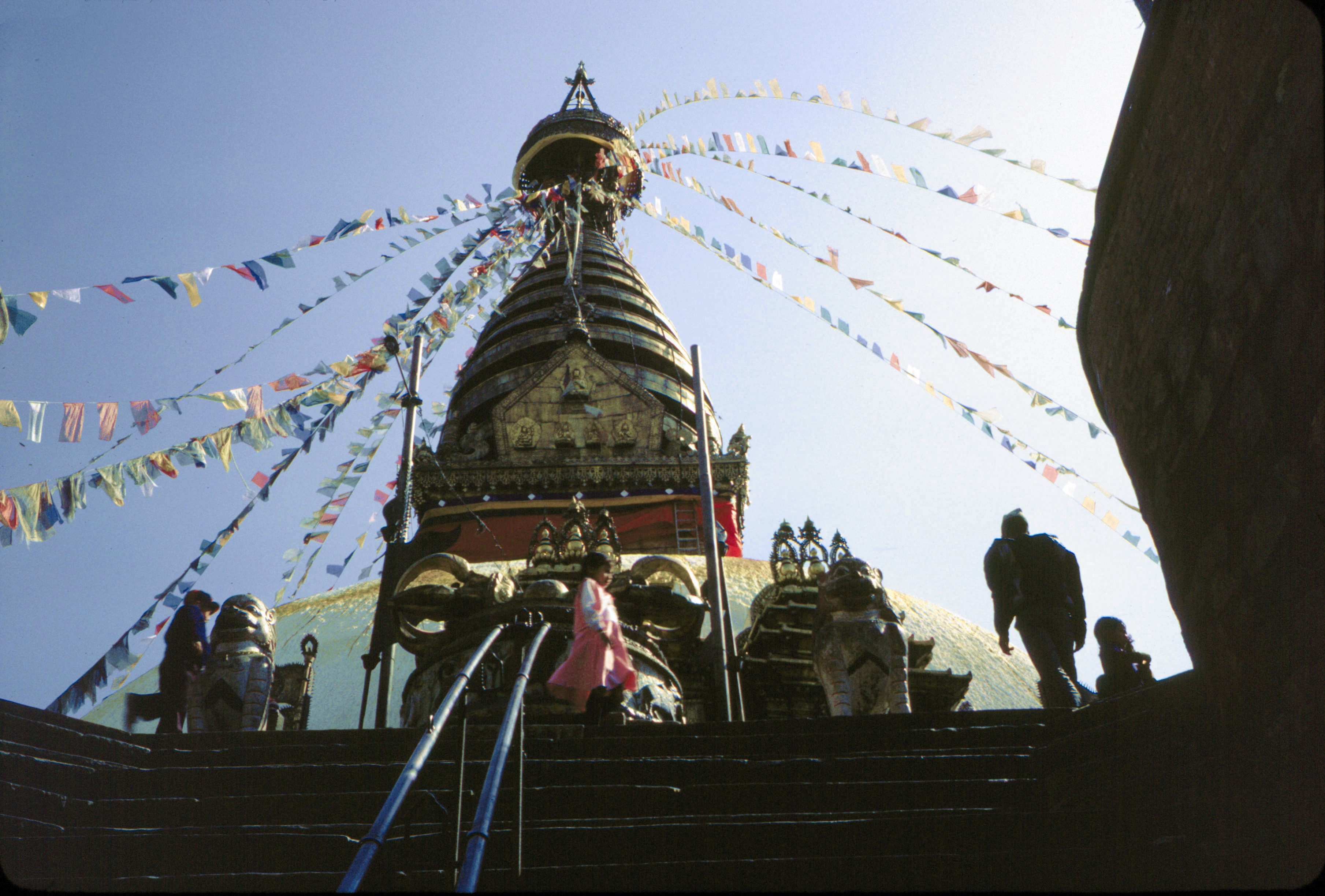
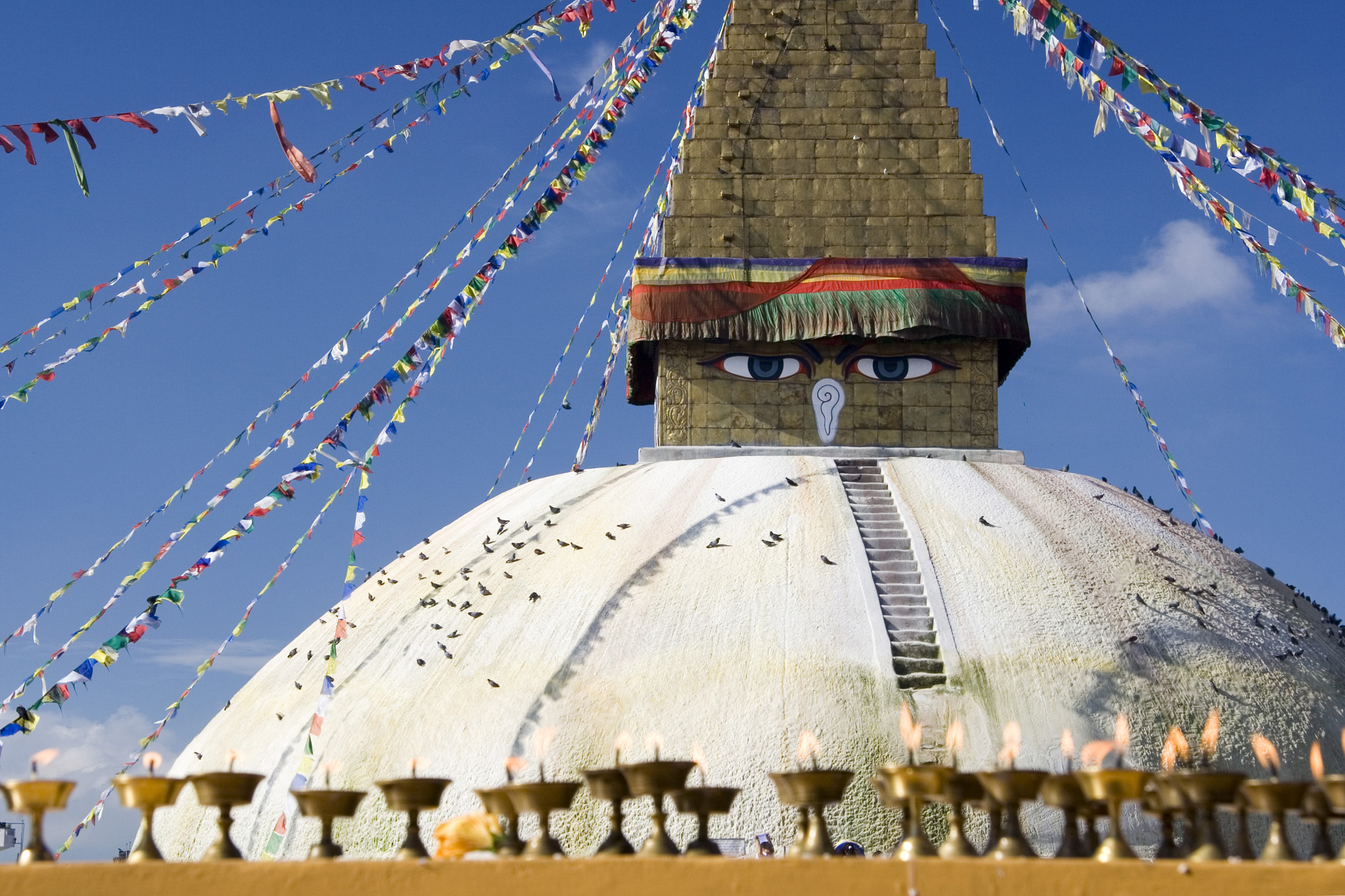
Tempio di Bodnath
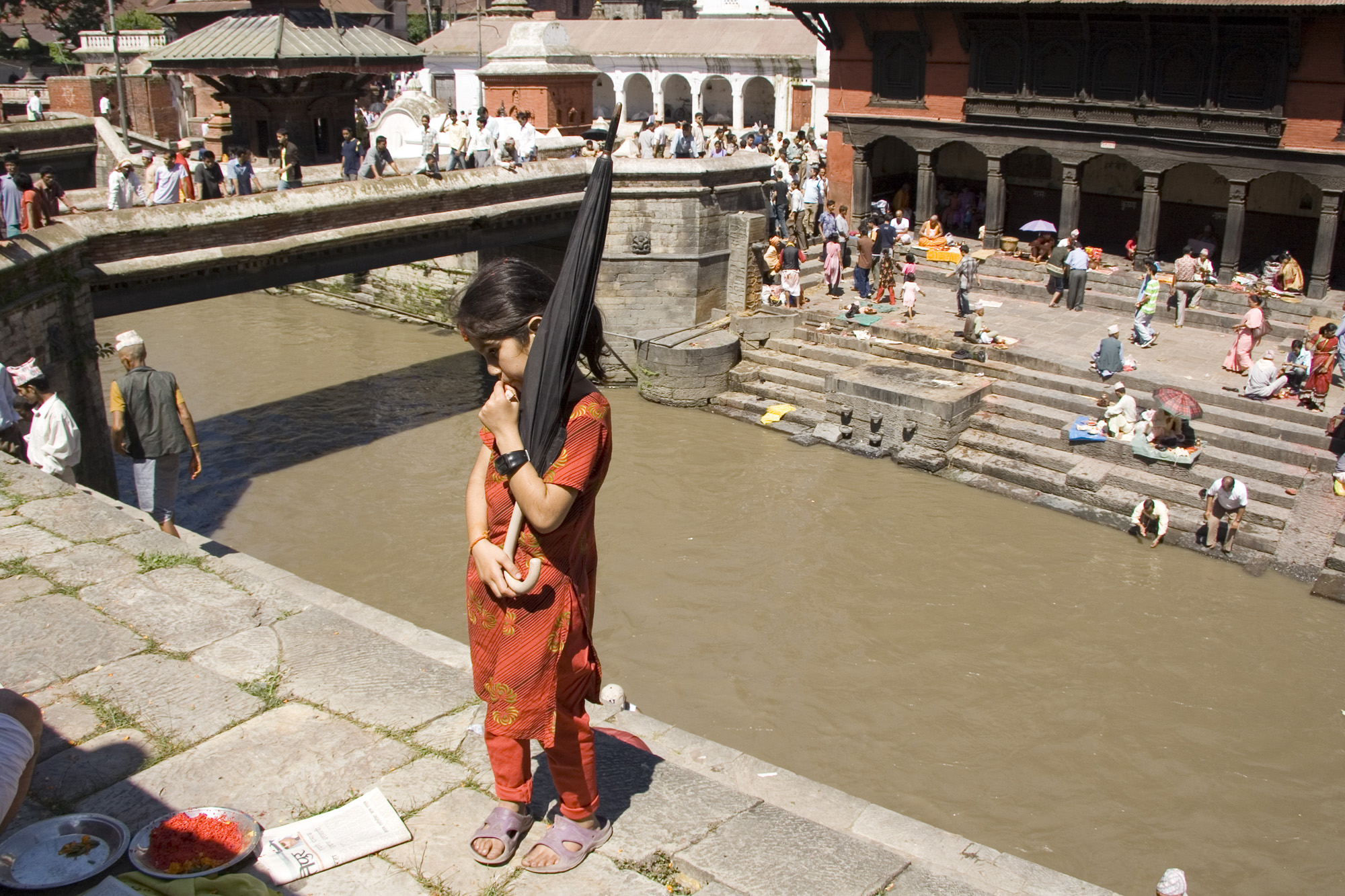
Tempio di Pashupatinath
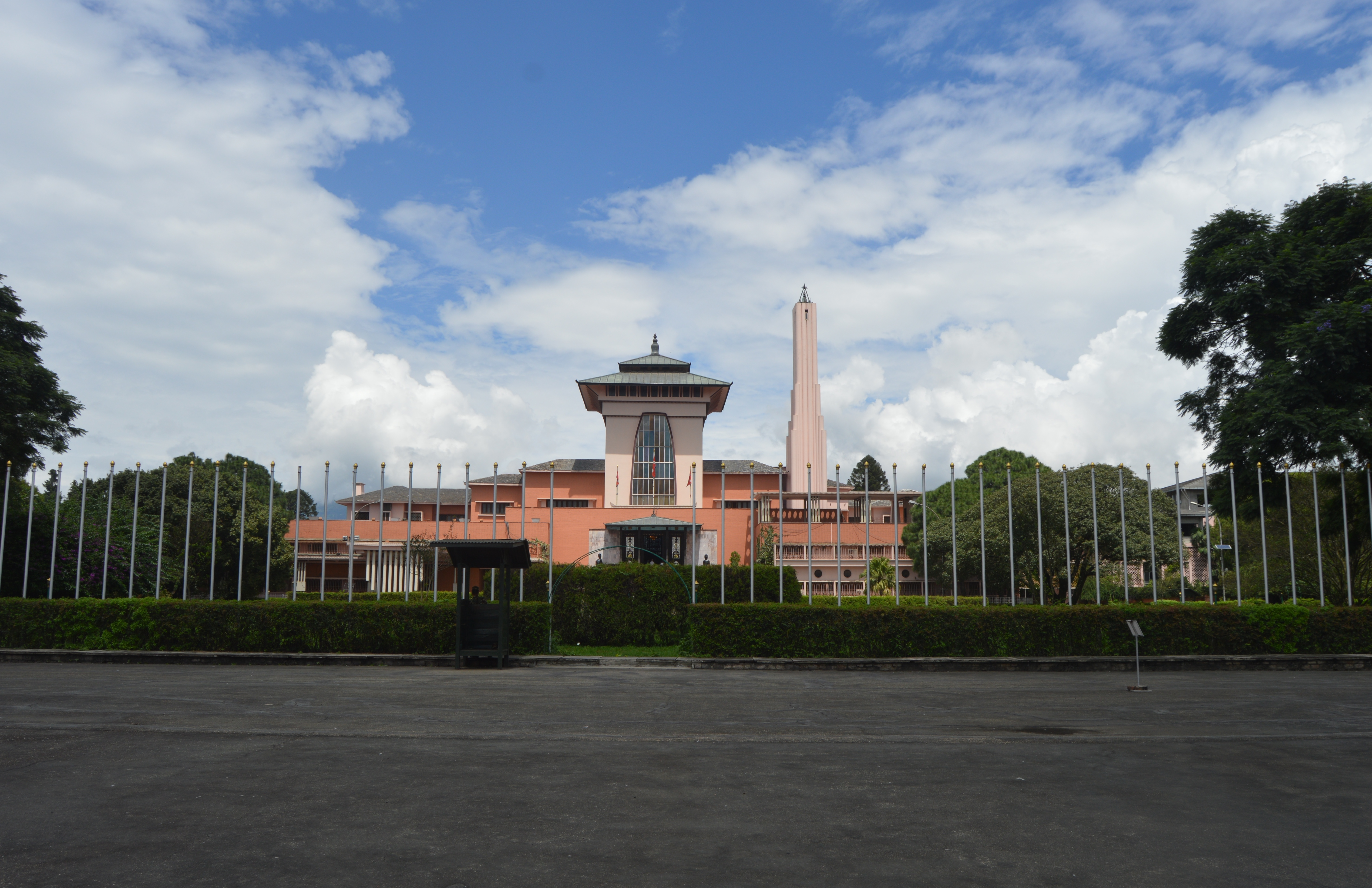
Narayanhiti Palazzo
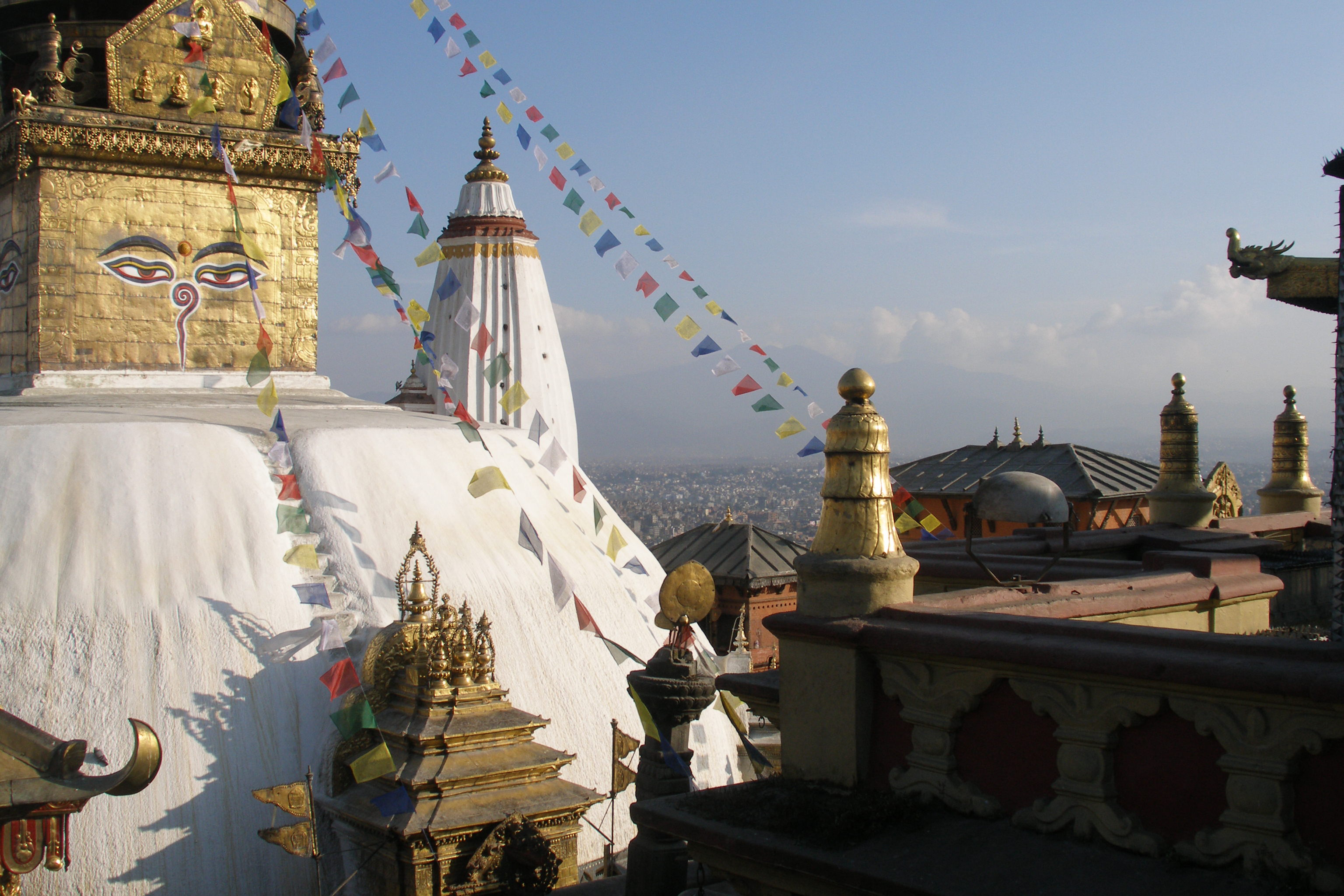
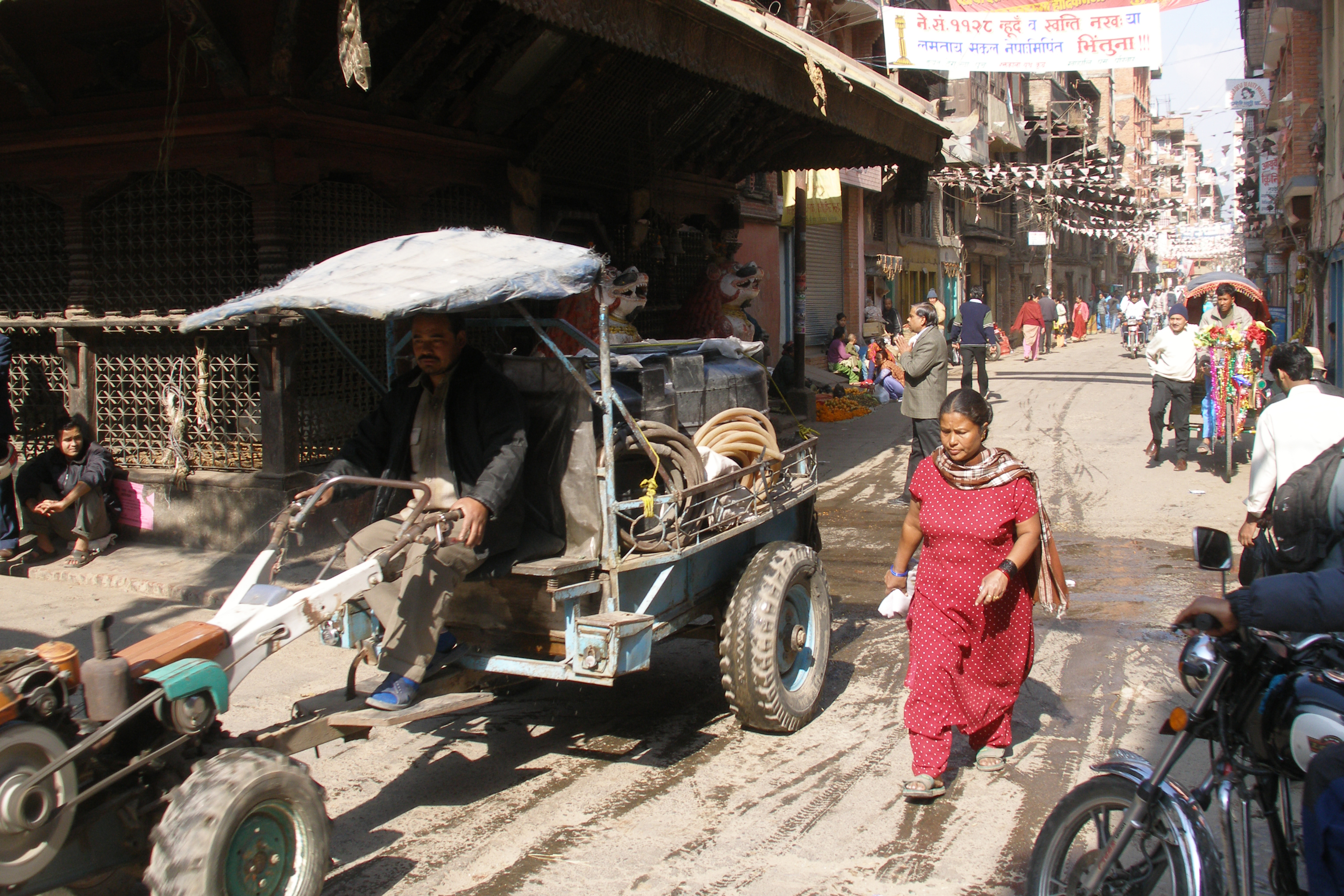
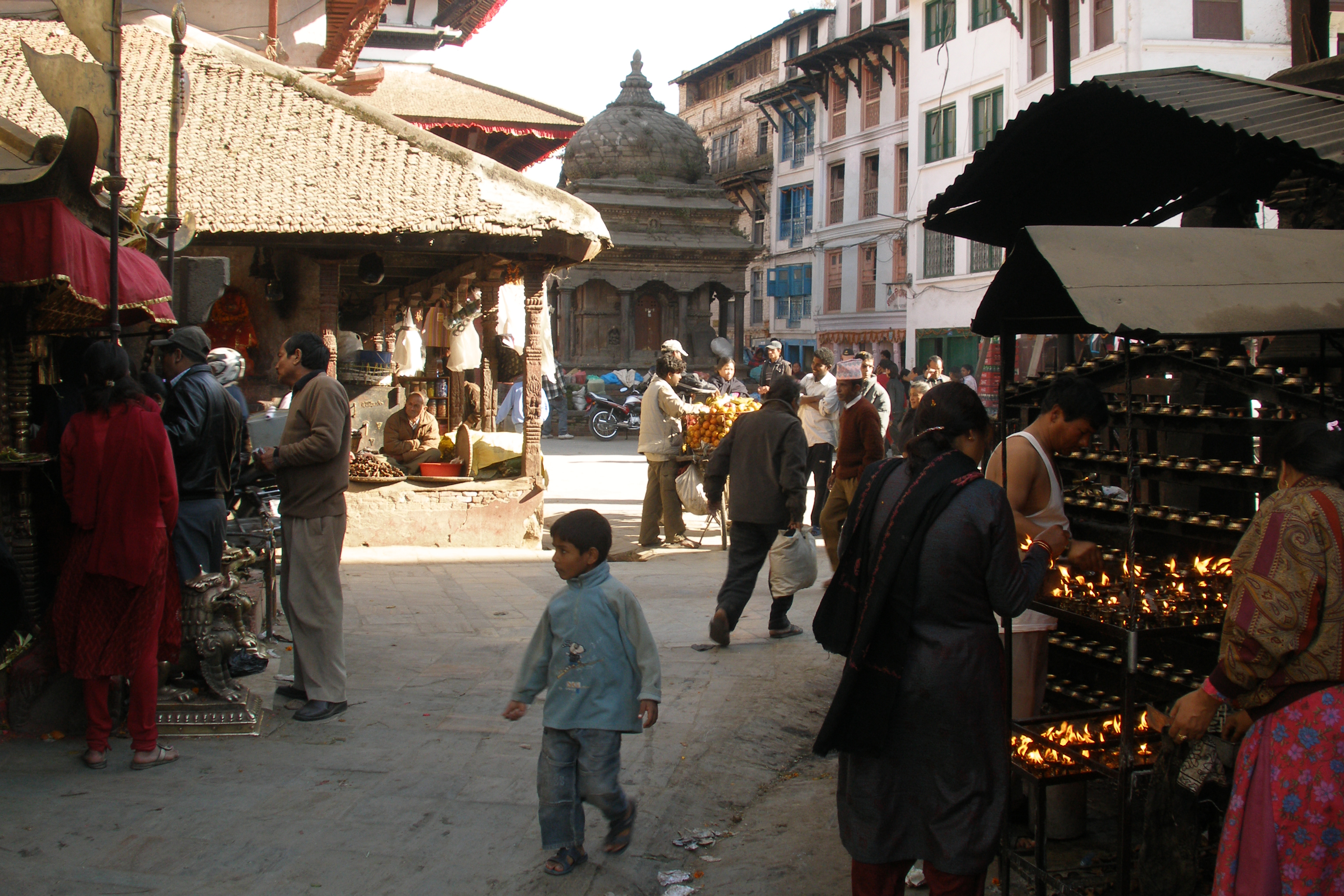
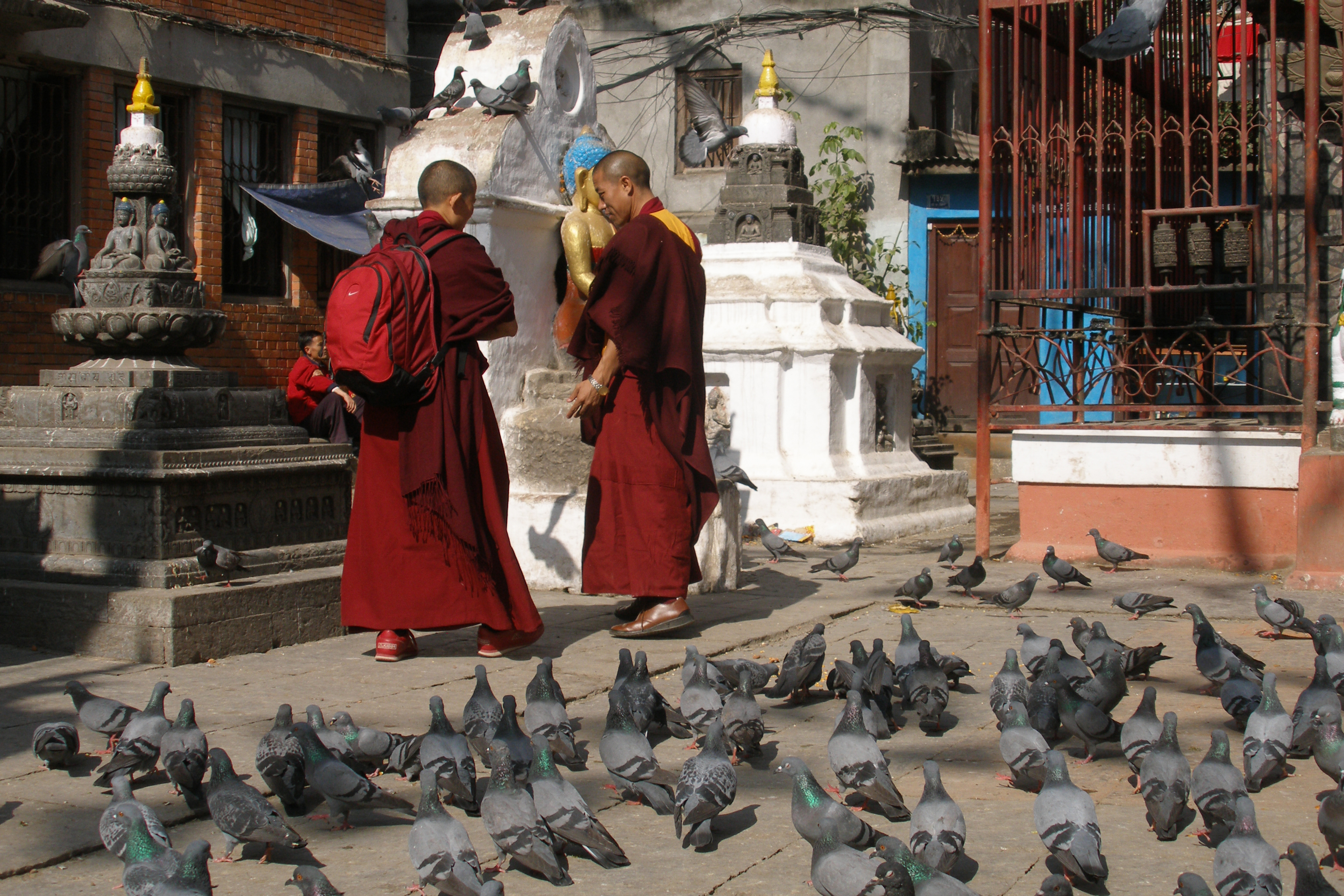